# Чандра Вест
Чандра Вест (англ. Chandra West; нар. 31 грудня 1970, Едмонтон, Канада) — канадська акторка.

## Життєпис
Чадра народилася в Едмонтоні, Канада. Навчалася в Oakville Trafalgar High School.

## Кар'єра
У 90-х роках акторка виконала епізодичні ролі в різних телесеріалах, а також зіграла у фільмі жахів «Володар ляльок» у 4 та 5 частинах. На початку 2000-х була задіяна у «CSI: Місце злочину», але героїня акторки не була популярною, тому після двох епізодів сценаристи вбили її.
У 2002 виконала роль у кримінальному трилері «Море Солтона», в якому також знімався Вел Кілмер. В тому ж році виходить стрічка «Як заробити 20 мільйонів баксів».
У 2005 вийшов фільм жахів «Білий шум», в ньому Чандра виконала роль дружини головного героя Майка Кітона. У комедії «Чак і Ларрі: Запальні молодята» зіграла разом з Адамом Сендлером та Кевіном Джеймсом.
У серіалі про вампірів та перевертнів «Брама» виконувала роль головної лиходійки Девон.

## Особисте життя
З 2005 одружена з виконавчим продюсером Марком Тінкером.

## Фільмографія

### Фільми
| Рік  |    | Українська назва                           | Оригінальна назва                           | Роль              |
| ---- | -- | ------------------------------------------ | ------------------------------------------- | ----------------- |
| 1991 | ф  |                                            | True Confections                            | Керол             |
| 1993 | ф  | Володар ляльок 4                           | Puppet Master 4                             | Сьюзі             |
| 1993 | ф  | Нічні жахи                                 | Night Terrors                               | Бет               |
| 1994 | тф | Мадонна: Втрачена невинність               | Madonna: Innocence Lost                     | Келсі Лі          |
| 1994 | ф  | Володар ляльок 5: Останній розділ          | Puppet Master 5: The Final Chapter          | Сьюзі             |
| 1995 | тф | Погрозі всупереч                           | Falling for You                             | Джулі             |
| 1995 | тф | Історія Мії Ферроу                         | Love and Betrayal: The Mia Farrow Story     | Маріель Хемінгуей |
| 1995 | ф  | Поза конкурсом                             | No Contest                                  | Марія             |
| 1996 | тф | Обличчя                                    | A Face to Die For                           | Шейла Гілмор      |
| 1997 | тф | Момент істини: В руки небезпеки            | Moment of Truth: Into the Arms of Danger    | Карлі Астін       |
| 1998 | тф | Універсальний солдат 2                     | Universal Soldier II: Brothers in Arms      | Вероніка          |
| 1999 | ф  |                                            | Something More                              | Келлі             |
| 1999 | тф | Помста землі                               | Revenge of the Land                         | Кармайкл          |
| 1999 | тф | Універсальний солдат 3: Незакінчена справа | Universal Soldier III: Unfinished Business  | Вероніка Робертс  |
| 2000 | ф  | Ідеальний син                              | A Perfect Son                               | Сара Паркер       |
| 2000 | тф | Історія Девіда Кессіді                     | The David Cassidy Story                     | Сью Шифрін        |
| 2000 | тф | Сімдесяті                                  | The '70s                                    | Елізабет          |
| 2000 | тф | Життя довжиною в день                      | Life in a Day                               | Жасмін            |
| 2001 | тф | Тактика очікування                         | The Waiting Game                            | Сара Фрейзер      |
| 2002 | ф  | Море Солтона                               | The Salton Sea                              | Ліз               |
| 2002 | ф  | Як заробити 20 мільйонів баксів            | The First $20 Million Is Always the Hardest | Робін             |
| 2003 | ф  |                                            | Water's Edge                                | Моллі Грейвз      |
| 2003 | тф | Потім прийшов Джонс                        | Then Came Jones                             | Сьюзан            |
| 2004 | тф | Мертві адвокати                            | Dead Lawyers                                | Елейн             |
| 2005 | ф  | Білий шум                                  | White Noise                                 | Анна Ріверс       |
| 2005 | ф  | Довгий вікенд                              | The Long Weekend                            | Кім               |
| 2005 | тф |                                            | FBI: Negotiator                             | Елізабет Мосс     |
| 2006 | ф  | Братство темряви                           | Canes                                       | Ліза Гудмен       |
| 2006 | ф  | Зубна фея                                  | The Tooth Fairy                             | Дарсі             |
| 2007 | тф | Останній триместр                          | The Last Trimester                          | Трейсі            |
| 2007 | ф  | Чак і Ларрі: Запальні молодята             | I Now Pronounce You Chuck and Larry         | доктор            |
| 2007 | ф  | Гнила дорога                               | Badland                                     | Олі               |
| 2008 | тф |                                            | For the Love of Grace                       | Грейс Гарлен      |
| 2008 | тф |                                            | Of Murder and Memory                        | Тереза            |
| 2009 | тф | Таємниця мого сусіда                       | My Neighbor's Secret                        | Кесі              |
| 2011 | тф | Чорна мітка: Падіння Сема Екса             | Burn Notice: The Fall of Sam Axe            | Донна Мейтленд    |
| 2012 | ф  |                                            | Hidden Moon                                 | Моніка Брайтон    |
| 2014 | тф |                                            | Christmas Tail                              | Меггі Макфейл     |
| 2017 | тф |                                            | Ring of Deceptione                          | Джулі Стівенс     |
| 2019 | ф  |                                            | Z                                           | Джорджія          |
| 2019 | ф  | Спіраль                                    | Spiral                                      | Тіффані           |
| 2020 | ф  | Кохання, весілля та інші катастрофи        | Love, Weddings & Other Disasters            | Гейл Лавджой      |

### Серіали
| Рік       |   | Українська назва         | Оригінальна назва              | Роль                                   |
| --------- | - | ------------------------ | ------------------------------ | -------------------------------------- |
| 1990      | с | Автостопщик              | The Hitchhiker                 | дівчина в клубі (1 епізод)             |
| 1992      | с | За межею реальності      | Beyond Reality                 | Аманда (1 епізод)                      |
| 1992      | с | Лицар назавжди           | Forever Knight                 | репортер (1 епізод)                    |
| 1993      | с |                          | The Secrets of Lake Success    | Дженні Грейсон (3 епізоди)             |
| 1994      | с |                          | Lonesome Dove: The Series      | танцівниця (1 епізод)                  |
| 1994      | с | Горець                   | Highlander: The Series         | Донна (1 епізод)                       |
| 1994      | с |                          | Catwalk                        | Венді                                  |
| 1995      | с | Дорога в Ейвонлі         | Road to Avonlea                | Грета (1 епізод)                       |
| 1995      | с | Застава фехтувальників   | Picket Fences                  | Тіна Ханнакер (1 епізод)               |
| 1995      | с | Супроводжуючий           | Pointman                       | Бріджит О'Коннор (1 епізод)            |
| 1996      | с | Клан вампірів            | Kindred: The Embraced          | Грейс (1 епізод)                       |
| 1996      | с | Вайпер                   | Viper                          | Бекі (1 епізод)                        |
| 1999      | с | Час кохання              | Seasons of Love                | Люсіль (2 епізоди)                     |
| 1999      | с | Земля: Останній конфлікт | Earth: Final Conflict          | Еріка Воссер (2 епізоди)               |
| 2000      | с | CSI: Місце злочину       | CSI: Crime Scene Investigation | Голлі Гріббс (2 епізоди)               |
| 2001      | с | Джек і Джилл             | Jack & Jill                    | Сара Веймен (4 епізоди)                |
| 2003      | с | Містер Стерлінг          | Mister Sterling                | Сьюзан (8 епізодів)                    |
| 2003—2004 | с | Поліція Нью-Йорка        | NYPD Blue                      | доктор Дженніфер Денвлін (13 епізодів) |
| 2004      | с | Шалена карта             | Wild Card                      | Кармен (1 епізод)                      |
| 2004      | с | День катастрофи          | Category 6: Day of Destruction | Ребекка Кернс                          |
| 2007      | с | Джон із Цинциннаті       | John from Cincinnati           | Тіна Блейк (7 епізодів)                |
| 2008      | с | Гаряча точка             | Flashpoint                     | Ребекка Кессфілд (1 епізод)            |
| 2008      | с | Уявні сучки              | Imaginary Bitches              | Чандра (1 епізод)                      |
| 2008—2009 | с | 90210: Нове покоління    | 90210                          | Гейл МакКінні (3 епізоди)              |
| 2009      | с | В останній момент        | Eleventh Hour                  | Енжі Паркс (1 епізод)                  |
| 2009      | с | Монк                     | Monk                           | Керолін Волш (1 епізод)                |
| 2010      | с | Мертва справа            | Cold Case                      | Керолайн Харгрейв (1 епізод)           |
| 2010      | с | Касл                     | Castle                         | Меггі Вега (1 епізод)                  |
| 2010      | с | Брама                    | The Gates                      | Девон (13 епізодів)                    |
| 2011      | с | Приватна практика        | Private Practice               | Вел (1 епізод)                         |
| 2013      | с | Під прикриттям           | Played                         | Ребекка Елліс (13 епізодів)            |
| 2014      | с | Сталкер                  | Stalker                        | Сінтія Волкер (1 епізод)               |
| 2015      | с | Розвуд                   | Rosewood                       | Керрі Конфорт (1 епізод)               |
| 2017      | с | Поліція Чикаго           | Chicago P.D.                   | Дженніфер Спенсер (1 епізод)           |